# Little Big Soldier
Little Big Soldier es una película de comedia de acción de 2010 dirigida por Ding Sheng, producida y escrita por Jackie Chan y protagonizada por Chan y Leehom Wang. La película fue producida con un presupuesto de 25 millones de dólares y filmada entre enero y abril de 2009 en locaciones de Yunnan, China. Según Chan, la película tuvo un retraso en su desarrollo de más de veinte años.

## Sinopsis
La historia de Little Big Soldier se lleva a cabo durante el período de los Estados Combatientes de China, y cuenta la historia de tres hombres y un caballo. Un viejo soldado de infantería (Chan) y un joven general de alto rango de un estado rival (Wang) se convierten en los únicos supervivientes de una batalla despiadada. El soldado decide capturar al general y traerlo de vuelta a su propio estado con la esperanza de obtener una recompensa a cambio.

## Reparto
- Jackie Chan como Big Soldier.
- Leehom Wang como Little General.
- Yu Rongguang como General Yu.
- Ken Lo como Yong.
- Lin Peng como la cantante.
- Steve Yoo como Wen.
- Xu Dongmei como Lou Fan Yan.
- Song Jin como Lou Fan Wei.
- Du Yuming como Wu.
- Yuen Woo-ping como Liang.